# Superstar Show Live
Superstar Show Live — первый концертный альбом украинской певицы Светланы Лободы, выпущенный 16 октября 2020 года на лейбле Sony Music Entertainment.

## Об альбоме
В альбом вошло 26 треков из разных творческих периодов Лободы, начиная от «Постой мущина» и «Be my Valentine», с которым она ездила на «Евровидение» в 2009 году, и заканчивая песнями из крайнего альбома Sold Out. Также на альбоме можно найти англоязычный стандарт «I Put a Spell on You». Песни «Ангелок» и «Танцы с волками» ранее никогда не издавались. Последняя была отправлена на радиостанции в качестве промосингла.
Запись проходила во время концертов Лободы с одноимённой программой в январе и октябре 2019 года в Москве в «Крокус Сити холле» и на «ВТБ Арене» соответственно.
Олег Бондарчук выступил режиссёром шоу, а Нателла Крапивина, продюсер Лободы, стала креативным продюсером проекта, взяв себе в помощники художников визуальных эффектов из разных стран мира.

## Отзывы критиков
Автор «Дни.ру» Феликс Грозданов написал, что Superstar Show — эталонный вариант шоу, ни в чём не уступающего программам мировых поп-звезд. «Пневмолифты, траволаторы, огромные видеоэкраны, парящие над залом машина и ударные установки, летающая на тросах певица, 3D-эффекты — такое в нашей стране мало кто делает. „Фантазия, трепет, восторг фантазии…“ — писал Набоков. Эти слова могли бы стать эпиграфом к тому, что делает на сцене Лобода», — написал рецензент. Резюмируя он заявил, чо за несколько лет Лободе удалось превратиться в трендсеттера на эстраде, на которого равняются, которому подражают, которому завидуют.

## Список композиций
| №                   | Название                | Автор(ы)                                    | Длительность |
| ------------------- | ----------------------- | ------------------------------------------- | ------------ |
| 1.                  | «Superstar»             | Артём Иванов                                | 4:33         |
| 2.                  | «#1»                    | Николай Христов                             | 4:09         |
| 3.                  | «Жарко»                 | Дмитрий Монатик                             | 4:07         |
| 4.                  | «Постой мущина»         | Светлана Лобода                             | 4:04         |
| 5.                  | «Текила-любовь»         | Константин Меладзе                          | 5:16         |
| 6.                  | «Плохой» (feat. Ivanov) | Артём Иванов                                | 4:45         |
| 7.                  | «Танцую волосами»       | Никита Кисилёв                              | 4:15         |
| 8.                  | «Парень»                | Артём Иванов                                | 4:09         |
| 9.                  | «Твои глаза»            | Игорь Майский, Рита Дакота, Светлана Лобода | 7:30         |
| 10.                 | «Bon Appétit»           | Анатолий Алексеев                           | 3:36         |
| 11.                 | «В зоне риска»          | Денис Ковальский                            | 4:00         |
| 12.                 | «Пуля-дура»             | Анатолий Алексеев, Артём Иванов             | 5:13         |
| 13.                 | «I Put a Spell on You»  | Скримин Джей Хокинс                         | 3:44         |
| 14.                 | «Не нужна»              | Рита Дакота, Светлана Лобода                | 3:43         |
| 15.                 | «Сказочный дом»         | Анатолий Алексеев, Артём Иванов             | 4:52         |
| 16.                 | «Танцы с волками»       | Кирилл Павлов                               | 5:00         |
| 17.                 | «Ангелок»               | Игорь Майский                               | 4:07         |
| 18.                 | «40 градусов»           | Дмитрий Монатик, Светлана Лобода            | 4:33         |
| 19.                 | «Инстадрама»            | Андрей Фролов                               | 3:46         |
| 20.                 | «Случайная»             | Кирилл Павлов                               | 3:55         |
| 21.                 | «К чёрту любовь»        | Олег Влади                                  | 4:20         |
| 22.                 | «Живи спокойно, страна» | Лариса Рубальская, Игорь Крутой             | 4:59         |
| 23.                 | «Be my Valentine»       | Евгений Матюшенко, Светлана Лобода          | 4:12         |
| 24.                 | «Лети»                  | Дмитрий Лорен                               | 3:40         |
| 25.                 | «Революция»             | Паша СетроваЮлия Осина-Фридман              | 6:50         |
| 26.                 | «Пора домой»            | Андрей Осадчук                              | 9:14         |
| Общая длительность: | Общая длительность:     | Общая длительность:                         | 2:02:00      |

## История релиза
| Регион | Дата            | Формат                      | Лейбл                    | Ист.  |
| ------ | --------------- | --------------------------- | ------------------------ | ----- |
| Мир    | 16 октября 2020 | Цифровая загрузка, стриминг | Sony Music Entertainment | [ 6 ] |